# Československo na Zimních olympijských hrách 1928
Československo na Zimních olympijských hrách v Svatý Mořic v roce 1928 reprezentovalo 25 sportovců, z toho 1 žena. Nejmladší účastníkem byl skokan na lyžích Willy Möhwald (19 let, 170 dní), nejstarším pak gymnasta a lední hokejista Josef Šroubek (36 let, 71 dní). Reprezentanti vybojovali 1 bronzovou medaili.
Na II. Zimních olympijských hrách získalo Československo první medaili ze zimních olympiád. Zasloužil se o ni skokan na lyžích Rudolf Burkert a byla na dobu 20 let jedinou medailí ze zimních her pro Československo. Blízko měl také k medaili krasobruslař Josef Slíva, ale podobně jako před čtyřmi lety zůstal těsně pod stupni vítězů.
Lední hokejisté měli, při neúčasti hokejistů Spojených států, spolu s jinými reprezentacemi naději na medaili. Úvodní prohra v základní skupině s mužstvem Švédska však veškeré sny o účasti ve finálové skupině zhatila.

## Československé medaile
| Medaile | Jméno          | Sport           | Disciplína          |
| ------- | -------------- | --------------- | ------------------- |
| Bronz   | Rudolf Burkert | skoky na lyžích | Muži střední můstek |

## Seznam všech zúčastněných sportovců
| Číslo | Jméno                | Pohlaví | Věk | Sport              |
| ----- | -------------------- | ------- | --- | ------------------ |
| 1     | Rudolf Burkert       | Muž     | 23  | Skoky na lyžích    |
| 2     | Josef Bím            | Muž     | 27  | Skoky na lyžích    |
| 3     | Walter Buchberger    | Muž     |     | Severská kombinace |
| 4     | Franz Donth          | Muž     |     | Běh na lyžích      |
| 5     | Wolfgang Dorasil     | Muž     | 24  | Lední hokej        |
| 6     | Josef Feistauer      | Muž     | 34  | Běh na lyžích      |
| 7     | František Fišera     | Muž     | 27  | Běh na lyžích      |
| 8     | Karel Hromádka       | Muž     | 22  | Lední hokej        |
| 9     | Jan Krásl            | Muž     | 28  | Lední hokej        |
| 10    | Erwin Lichnofsky     | Muž     |     | Lední hokej        |
| 11    | Josef Maleček        | Muž     | 24  | Lední hokej        |
| 12    | Willy Möhwald        | Muž     | 19  | Skoky na lyžích    |
| 13    | Josef Německý        | Muž     | 27  | Běh na lyžích      |
| 14    | Otakar Německý       | Muž     | 25  | Běh na lyžích      |
| 15    | Vladimír Novák       | Muž     | 23  | Běh na lyžích      |
| 16    | Jan Peka             | Muž     | 33  | Lední hokej        |
| 17    | Jaroslav Pušbauer    | Muž     | 26  | Lední hokej        |
| 18    | Josef Slíva          | Muž     | 29  | Krasobruslení      |
| 19    | Josef Šroubek        | Muž     | 36  | Lední hokej        |
| 20    | Bohumil Steigenhöfer | Muž     | 22  | Lední hokej        |
| 21    | Jiří Tožička         | Muž     | 26  | Lední hokej        |
| 22    | Libuše Veselá        | Žena    |     | Krasobruslení      |
| 23    | Vojtěch Veselý       | Muž     |     | Krasobruslení      |
| 24    | Franz Wende          | Muž     | 23  | Severská kombinace |
| 25    | Karl Wondrak         | Muž     |     | Skoky na lyžích    |